# Rockanje
Rockanje – miasteczko w holenderskiej prowincji Holandia Południowa. Należy do gminy Westvoorne i jest położone 7 km na północny zachód od Hellevoetsluis. Było osobną gminą do 1980, kiedy stało się częścią Westvoorne.
W miejscowości znajdował się uliczny tor wyścigowy, obecnie używany jako miejsce organizacji pokazów historycznych.
W miasteczku urodził się kierowca wyścigowy Meindert van Buuren.